# معاملة المثليين في سانت هيلينا وأسينشين وتريستان دا كونا
تطورت حقوق المثليات والمثليين ومزدوجي الميول الجنسية والمتحولين جنسياً (اختصاراً: LGBT) في إقليم ما وراء البحار البريطانية سانت هيلينا وأسينشين وتريستان دا كونا بشكل ملحوظ في السنوات الأخيرة. تم حظر التمييز على أساس التوجه الجنسي في كامل الإقليم من خلال «أمر دستور 2009»، كما أصبح زواج المثليين قانونيا في الجزر الثلاث المكونة للإقليم منذ عام 2017.

## قانونية النشاط الجنسي المثلي
تعتبر المثلية الجنسية قانونية في سانت هيلينا وأسينشين وتريستان دا كونا. تم إلغاء تجريم الأفعال الجنسية المثلية الجنسية صراحةً بموجب «أمر منطقة الكاريبي (القانون الجنائي) 2000» الصادر من قبل المملكة المتحدة.

## الاعتراف القانوني بالعلاقات المثلية
أصبح زواج المثليين قانونيًا في جزيرة أسينشين منذ 1 يناير 2017، وفي تريستان دا كونا منذ 4 أغسطس 2017، وفي سانت هيلينا منذ 20 ديسمبر 2017.

## الحماية من التمييز
يحظر قانون سانت هيلينا وأسينشين وتريستان دا كونا لعام 2009 التمييز على أساس التوجه الجنسي.

## التبني وتنظيم الأسرة
بموجب «قانون سانت هيلينة لرعاية الأطفال 2010» (الذي ينطبق على سانت هيلينا وتريستان دا كونا) و«قانون رعاية أطفال جزيرة أسينشين 2011» (الذي ينطبق على جزيرة أسينشين)، لا يجوز لغير المتزوجين إلا أن يتبنوا. يمكن للأزواج المثليين أن يتزوجوا في الإقليم، وبالتالي لهم الحق في التبني. تتبع الوكالات المحلية، في حالة التبني، نص القانون مع المصلحة العليا وآراء الطفل.
وفقا لتقرير الحكومة البريطانية لعام 2006، لم يكن هناك أي تبني في سانت هيلينا أو جزيرة أسينشين لسنوات عديدة.

## ملخص
| قانونية النشاط الجنسي المثلي                                                             | (منذ عام 2001)                                   |
| المساواة في السن القانوني للنشاط الجنسي                                                  | (منذ عام 2001)                                   |
| قوانين مكافحة التمييز في التوظيف                                                         | (منذ عام 2009)                                   |
| قوانين مكافحة التمييز في توفير السلع والخدمات                                            | (منذ عام 2009)                                   |
| قوانين مكافحة التمييز في جميع المجالات الأخرى (تتضمن التمييز غير المباشر، خطاب الكراهية) | (منذ عام 2009)                                   |
| زواج المثليين                                                                            | (منذ عام 2017)                                   |
| الاعتراف القانوني بالعلاقات المثلية                                                      | (منذ عام 2017)                                   |
| تبني أحد الشريكين للطفل البيولوجي للشريك الآخر                                           | (منذ عام 2017)                                   |
| التبني المشترك للأزواج المثليين                                                          | (منذ عام 2017)                                   |
| يسمح للمثليين والمثليات الخدمة علناً في القوات المسلحة                                    | (تحت مسؤولية القوات المسلحة البريطانية)          |
| الحق بتغيير الجنس القانوني                                                               |                                                  |
| علاج التحويل محظور على القاصرين                                                          | No                                               |
| الحصول على أطفال أنابيب للمثليات                                                         |                                                  |
| تأجير الأرحام التجاري للأزواج المثليين من الذكور                                         | (محظور لجميع الأزواج بغض النظر عن التوجه الجنسي) |
| السماح للرجال الذين مارسوا الجنس الشرجي بالتبرع بالدم                                    | No                                               |